# Neuris Delgado Ramírez
Neuris Delgado Ramírez (ur. 17 września 1981) – kubański szachista, od 2010 reprezentant Kolumbii, a od 2013 – Paragwaju, arcymistrz od 2002 roku.

## Kariera szachowa
W finałach indywidualnych mistrzostw Kuby zadebiutował w 1999 r. W 2002 r. zdobył w Holguín tytuł wicemistrza kraju. Należał już wówczas do ścisłej czołówki kubańskich szachistów, czego dowodem był awans do reprezentacji kraju na szachową olimpiadę w Bledzie. W turniejach olimpijskich startował jeszcze dwukrotnie (2004, 2006). Był również dwukrotnym (2001, 2005) uczestnikiem drużynowych mistrzostw świata, za pierwszym razem zdobywając złoty medal za indywidualny wynik na VI szachownicy. W swoim dorobku posiada także dwa złote medale zdobyte w 2003 r. na drużynowych mistrzostwach państw panamerykańskich (wraz z zespołem oraz na III szachownicy).
Do największych sukcesów Neurisa Delgado w turniejach indywidualnych należą m.in.:
- I m. w Union de Reyes (2000),
- dz. I m. w Varadero (2000, turniej Premier II memoriału José Raúla Capablanki, wspólnie z Ricardo Leyva(inne języki) i Juanem Manuelem Bellónem Lópezem),
- I m. w Camagüey (2001),
- dz. I m. w Santa Clarze (2001, memoriał Guillermo García Gonzáleza, wspólnie z Omarem Almeidą Quintaną),
- II m. w Santo Domingo (2001, za Juanem Borgesem Mateosem),
- III m. w Hawanie (2002, turniej Premier II memoriału José Raúla Capablanki, za Irisberto Herrerą i Pablo Zarnickim),
- I m. w Hawana (2003, turniej Premier I memoriału José Raúla Capablanki),
- I m. w Quito (2003),
- dz. I m. w Santo Domingo (2003, wspólnie z m.in. Ołeksandrem Moisejenką, Bartoszem Soćko, Liviu-Dieterem Nisipeanu, Danielem Camporą i Wadimem Miłowem),
- III m. w Guayaquil (2003, turniej strefowy, za Leinierem Domínguezem i Alejandro Ramírezem Álvarezem),
- I m. w São Paulo (2004 – dwukrotnie),
- I m. w Rio de Janeiro (2004),
- I m. w Santiago de Cuba (2005),
- dz. I m. w São Paulo (2006, wspólnie z Giovannim Vescovi),
- I m. w Guarapari (2006),
- I m. w Hebraicy (2006),
- dz. I m. w Santa Clarze (2007, memoriał Guillermo García Gonzáleza, wspólnie z m.in. Csaba Horváthem, Walterem Arencibią i Yuniesky Quezada Pérezem),
- I m. w Santiago de Cuba (2008),
- I m. w Medellín (2008),
- I m. w Cali (2008).

Najwyższy ranking w karierze osiągnął 1 stycznia 2020 r., z wynikiem 2636 punktów zajmował wówczas 1. miejsce wśród Paragwajskich szachistów.

## Życie prywatne
Żoną Neurisa Delgado Ramíreza jest czołowa kubańska szachistka, Yaniet Marrero López.